# Melanoplus clypeatus
Melanoplus clypeatus är en insektsart som först beskrevs av Scudder, S.H. 1877.  Melanoplus clypeatus ingår i släktet Melanoplus och familjen gräshoppor. Inga underarter finns listade i Catalogue of Life.